# Astronaute Club Européen
O Astronaute Club Européen ou ACE, é uma associação francesa criada em 3 de dezembro de 2005 (decreto do Journal Officiel n° 20050049), por Jean-Pierre Haigneré (cosmonauta), Laurent Gathier (diretor de atividades espaciais da Dassault Aviation and space pionee) e Alain Dupas (Físico, chefe da missão no CNES); e cuja sede está localizado nos salões do Aéroclub de France, em Paris.

## Apresentação
O seu papel é o de promover o turismo espacial e o voo suborbital na Europa e para impulsionar o desenvolvimento de voos parabólicos e suborbitais privados, e torná-los disponíveis para o público em geral. Com este propósito, a associação está promoveendo a criação e desenvolvimento da nave espacial suborbital humana (VEHRA-SH).
Desde que foi criada, a ACE tem participado em:
- Publicação de livros sobre o espaço;
- Organização de conferências;
- Vários eventos (seminários, conferências, etc.);
- Proposta de temas de estudo para as universidades europeias.

## O projeto VSH
O projeto VSH é parte do Aerospace Student Challenge, que permite que as equipes de estudantes europeus, através do trabalho colaborativo, a participar do desenvolvimento do projeto, abordando vários aspectos do sistema do VSH: propulsão, aviônicas, simulação de voo, mas também a manutenção, gestão, aspectos jurídicos, etc. Respeitando a estrutura técnica global do VSH. O nome significa VEHRA (Véhicule Hypersonique Réutilisable Aéroporté) Suborbital Habité, e o veículo será lançado de um avião comercial, que chegará a Mach 3.5 e uma altitude de 100 km, nos limites do espaço.
Este VSH será desenvolvido em estreita associação com empresas aeronáuticas e espaciais:
- EADES
- Dassault Aviation;
- SAFRAN;
- THALES.

## ligações externas
- (em francês)  (URL shows now unrelated content March 16, 2012)
- (em inglês) (em francês) The web site of the aerospace student challenge
- (em francês) Biography of Jean-Pierre Haigneré on the CNES web site
- (em inglês) Presentation of the  VEHRA-VSH project (Acrobat Reader format)